# Jared Anderson
Jared W. Anderson (1975. december 28. – Covington, Kentucky, 2006. október 14.) amerikai basszusgitáros/énekes. A Morbid Angel és a Hate Eternal death metal együttesek révén vált ismertté.

## Pályafutása
A Morbid Angelben 2001-ben és 2002-ben, míg a Hate Eternalban 1998 és 2003 között szerepelt.
Első zenekara az Internecine volt, amit 22 évesen alapított meg 1997-ben. Ezenkívül a szintén ekkor alakult Hate Eternal együtteshez is csatlakozott mint énekes/basszusgitáros. A zenekar első lemeze Conquering the Throne címmel jelent meg 1999-ben, melyet a King of All Kings követett 2002-ben. 2001 és 2002-ben csatlakozott a Morbid Angel turnéjához, miután az addigi frontemberük Steve Tucker elhagyta a zenekart.
2003-ban kábítószer-függősége miatt kénytelen volt elhagyni a Hate Eternalt. A Internecine két demot adott ki (1993-ban és 1997-ben), melyeken a dalokat Shannon Purdonnal egyetemben ő írta. A formációnak egy teljes albuma is megjelent 2001-ben The Book of Lambs címmel.
2006 október 14-én 30 éves korában két és fél hónappal a születésnapja előtt (meghatározatlan okból) álmában elhunyt. Nem sokkal halála előtt egy projektet tervezett As One... néven, melyben Steve Tucker az egykori Morbid Angel tag is részt vett volna. Utolsó felvétele a The Allknowingnál való vendégszereplése volt, ahol az Ace of Spades című Motörhead feldolgozásban vett részt.
A 2008-ban megjelent Fury and Flames című Hate Eternal albumot Jared Anderson emlékének szentelte a zenekar.

## Diszkográfia
- 1999 – Hate Eternal – Conquering the Throne (basszusgitár, ének)
- 2001 – Internecine – The Book of Lambs (basszusgitár, gitár, ének)
- 2002 – Hate Eternal – King of All Kings (basszusgitár, ének)